# 그랑드자트섬의 일요일 오후
그랑드 자트 섬의 일요일 오후(프랑스어: Un dimanche après-midi à l'Île de la Grande Jatte)는 프랑스의 신인상주의 화가 조르주 쇠라(Georges Seurat)의 작품이다. 캔버스에 유화(油畵)이며, 크기는 207х308cm이다. 1884년부터 1886년에 걸쳐 제작되었으며 현재 미국의 시카고 미술관(Art Institute of Chicago)에 소장되어 있다.

## 작품 개요
신인상주의의 창시자인 조르주 쇠라의 대표적인 작품 가운데 하나로 1886년 제8회 인상파 전람회에 출품되어 이목을 끌었다. 파리 근교의 그랑드자트섬에서 맑게 개인 여름 하루를 보내고 있는 시민들의 모습을 담고 있다.  
다양한 색채와 빛, 그리고 형태들을 점묘 화법을 통해 꼼꼼하게 표현하고 있다. 
조르주 쇠라는 빛의 분석이 인상주의의 수법을 따르면서도 인상주의의 본능적이며 직감적인 제작 태도가 빛에만 지나치게 얽매인 나머지 형태를 확산시키고 있는 점에 불만을 느끼고, 여기에 엄밀한 이론과 과학성을 부여하고자 도모하였다. 
세심한 구성과 단순화된 기하학적인 형태가 강조된 {그랑드 자트 섬의 일요일 오후}를 그리기 위해서 유채물감으로 70점 이상의 예비 스케치와 드로잉을 했다. 
색채를 원색으로 환원, 무수한 점으로 화면을 구성, 빛의 합성을 이용하는 이른바 점묘화법(點描畵法)을 도입함으로써 통일성을 유지하고 인상주의의 색채 원리를 과학적으로 체계화하고, 인상주의가 무시한 조형 질서를 다시 구축하려고 노력한 흔적이 엿보인다. 이런 점에서도 이 그림은 오늘날 매우 의의 있는 작품으로서 평가되고 있다
이 작품의 사람들은 모두 같은 시간대에 같은 장소에 있던적이 없다. 이 작품을 만들때 매우 오랜 시간동안 같은 장소에서 여러 사람을 보고 자신의 그림에 완벽하게 어울리는 사람들을 선정해 위치를 배정하고 어울리는 색으로 옷을 그렸다.

## 쇠라의 다른 작품

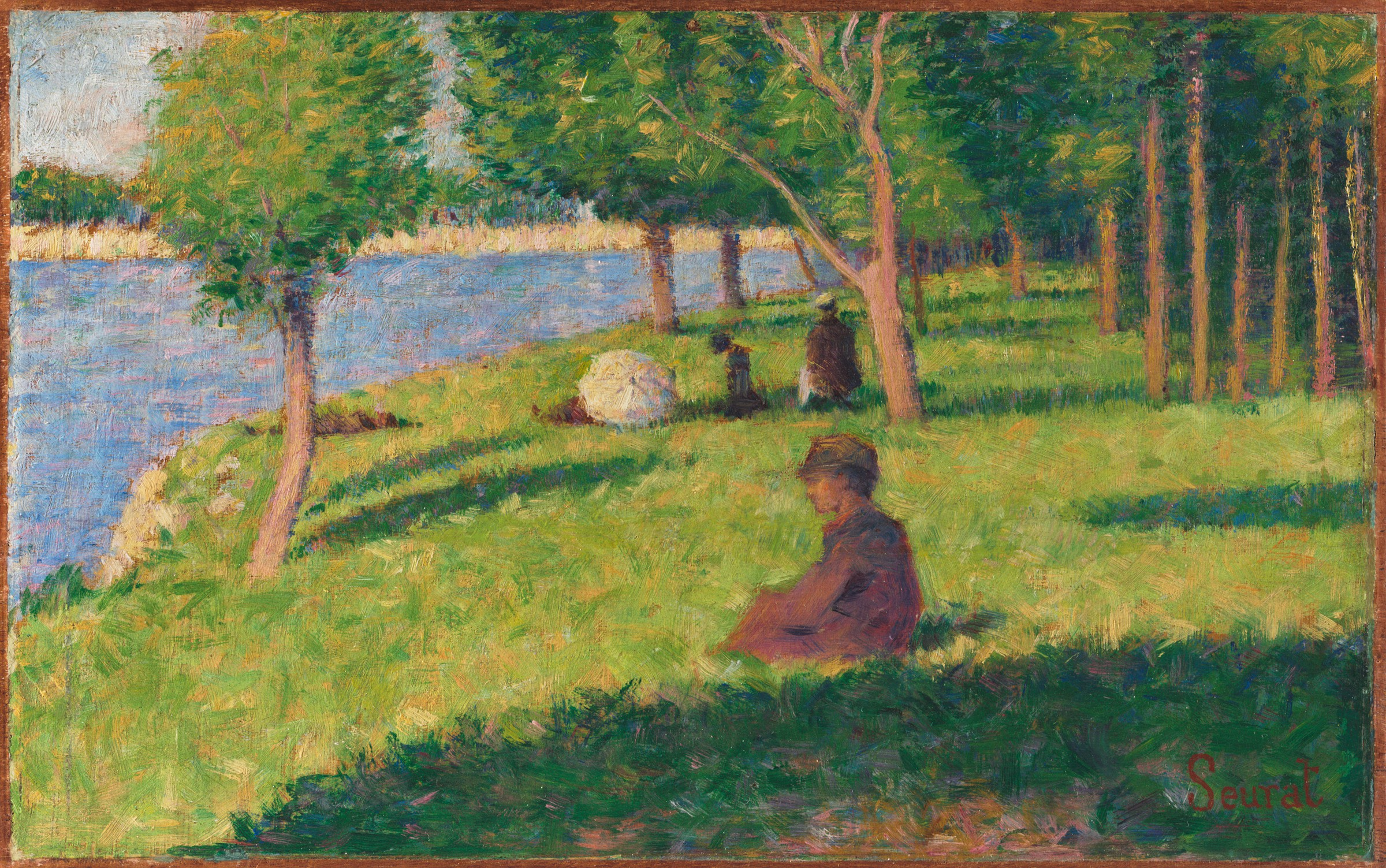
Figures assises, 1884
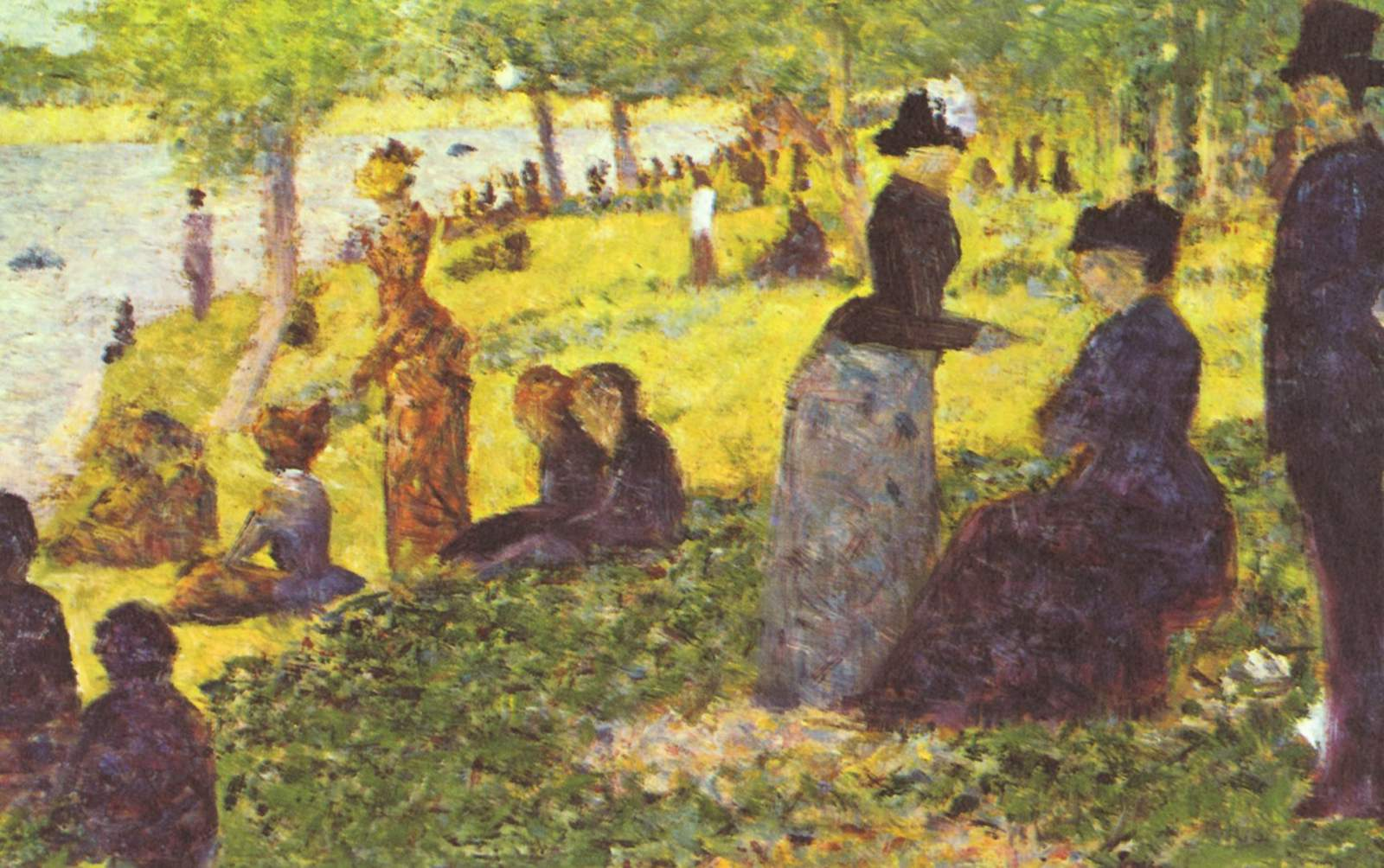
Die Insel La Grande Jatte mit Ausflüglern, 1884
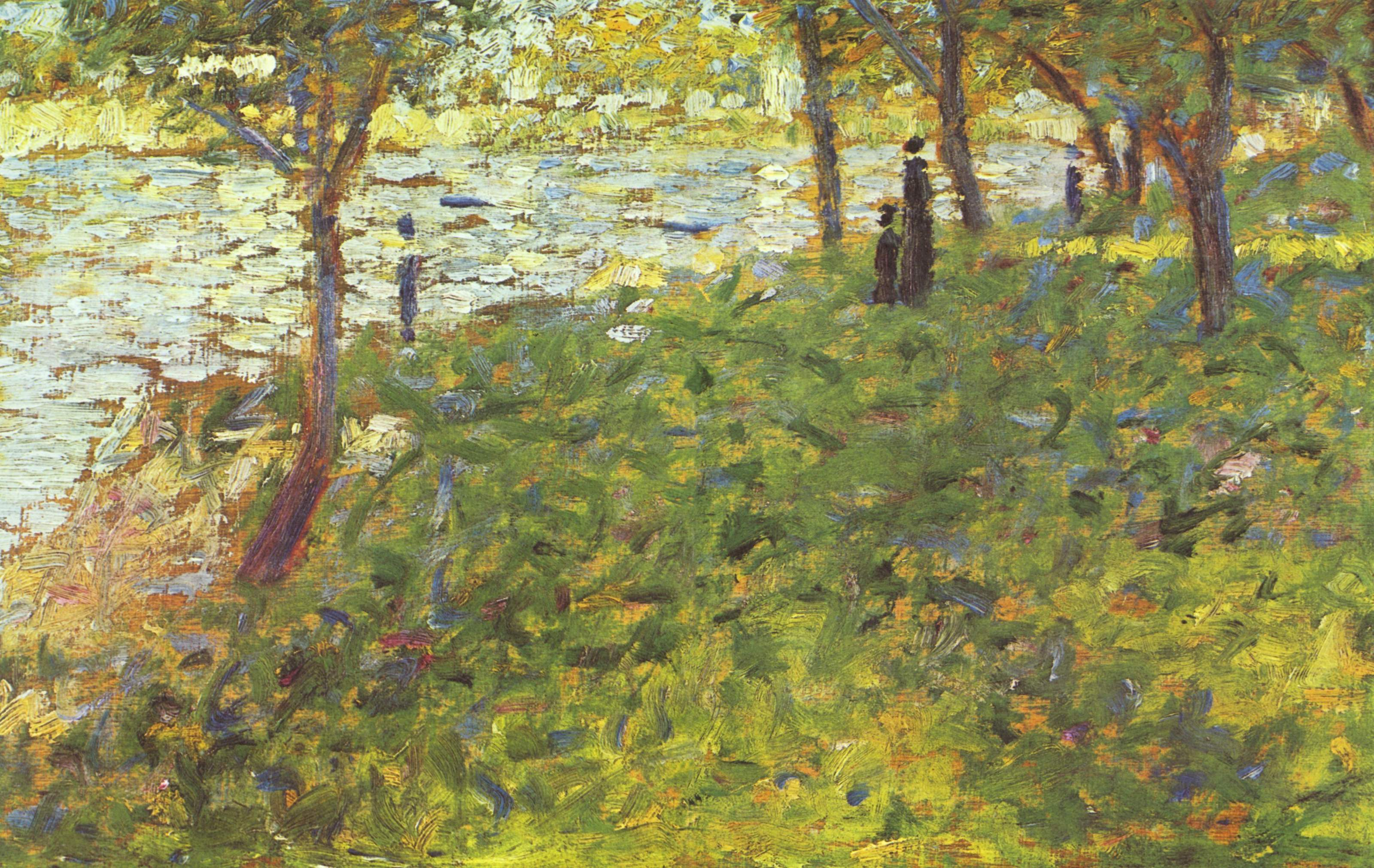
Paysage et personnages, 1884-1885
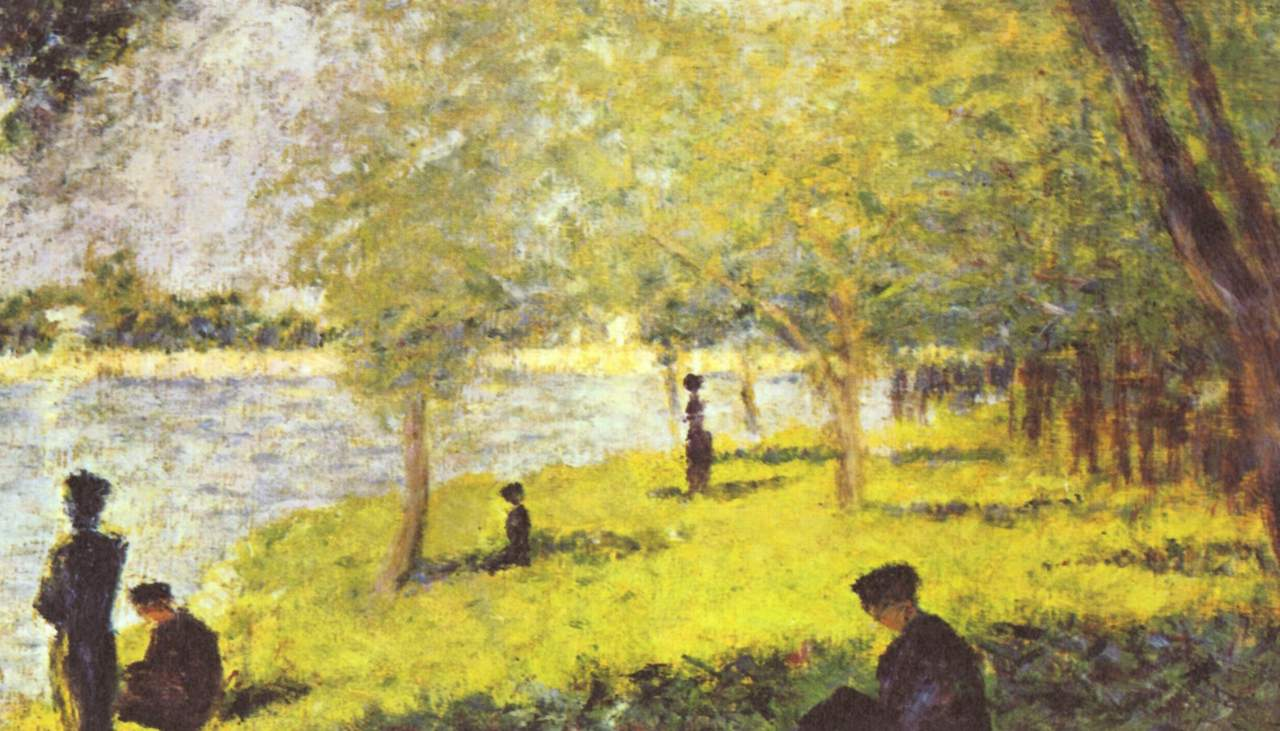
Groupe de personnages, 1884-1885
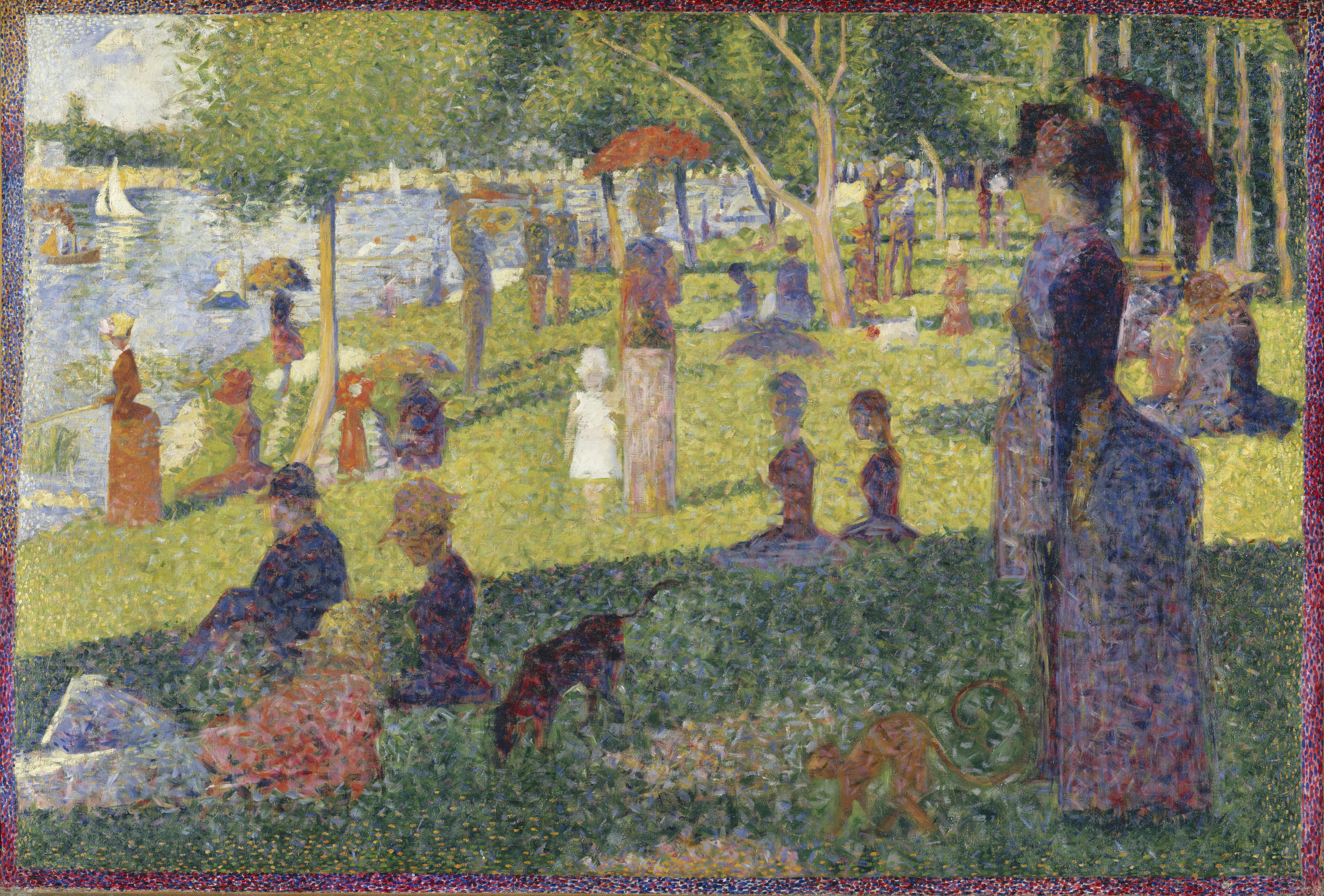
Esquisse d'ensemble, 1884-1885
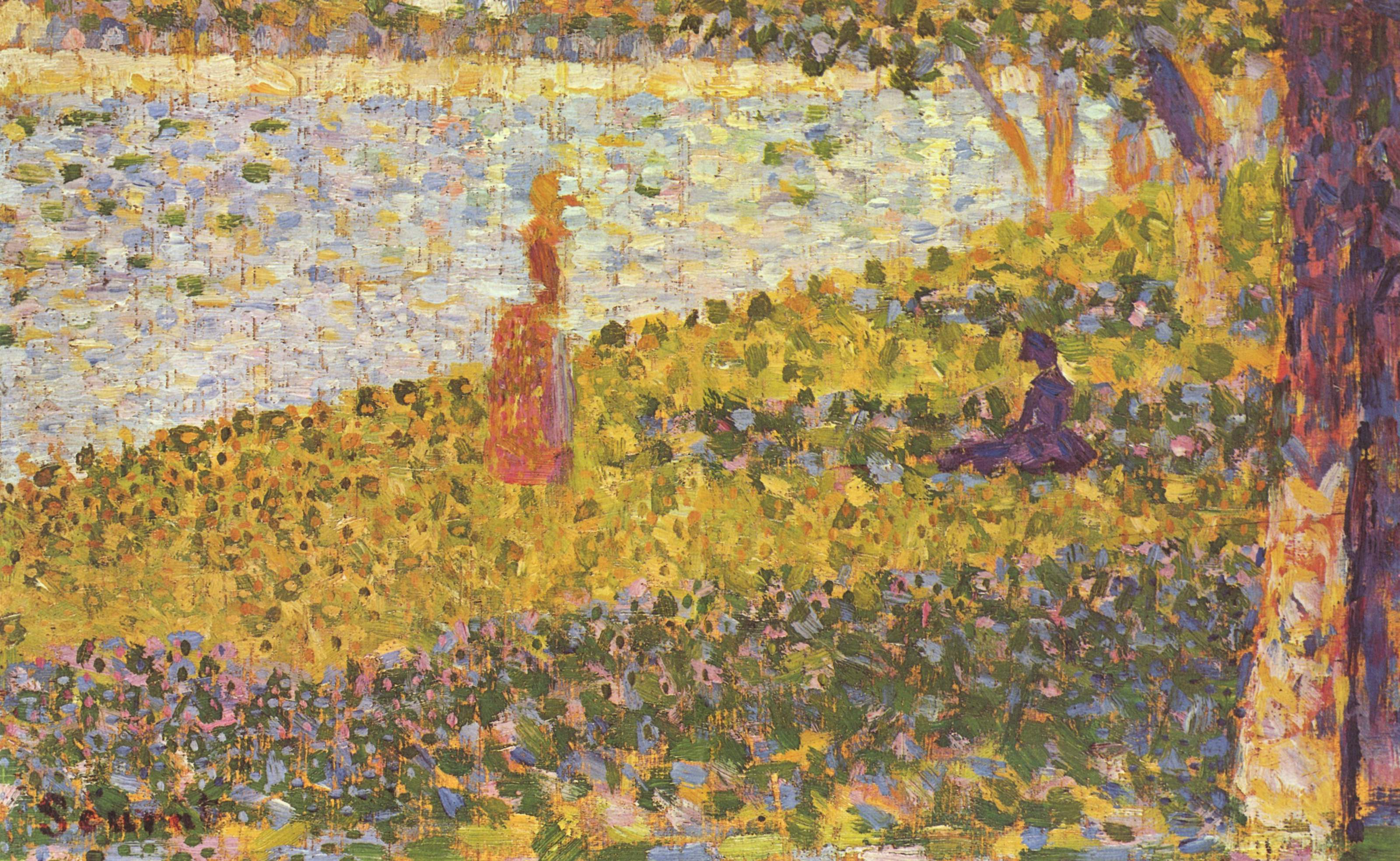
Femmes au bord de l'eau, 1885-1886